# Violette (film)
Pour les articles homonymes, voir Violette (homonymie).
Pour plus de détails, voir Fiche technique et Distribution.
Violette est un film biographique français écrit et réalisé par Martin Provost, sorti en 2013.

## Synopsis
Violette est une mise en scène de la vie de l'écrivaine française Violette Leduc, entre 1943 et 1964.

## Fiche technique
- Titre : Violette
- Réalisation : Martin Provost
- Scénario : Martin Provost, Marc Abdelnour et René de Ceccatty
- Décors : Thierry François
- Costumes : Madeline Fontaine
- Photographie : Yves Cape
- Montage : Ludo Troch
- Son : Pascal Jasmes
- Musique : Arvo Pärt : Tabula Rasa
- Production : Gilles Sacuto et Miléna Poylo
- Société de production : TS Productions
- Société de distribution : Diaphana Films
- Pays d'origine :  France
- Langue originale : français
- Format : couleur
- Genre : biographique
- Durée : 132 minutes
- Dates de sortie :
  -  Canada : 6 septembre 2013 (Festival international du film de Toronto)
  -  France : 6 novembre 2013

## Distribution
- Emmanuelle Devos : Violette Leduc
- Sandrine Kiberlain : Simone de Beauvoir
- Olivier Gourmet : Jacques Guérin
- Catherine Hiegel : Berthe Dehous
- Jacques Bonnaffé : Jean Genet
- Olivier Py : Maurice Sachs
- Nathalie Richard : Hermine
- Stanley Weber : René, le jeune maçon
- Jean Toscan : M. Motté
- Frans Boyer : le jeune paysan
- Nicole Colchat : Mme Belaval
- Fabrizio Rongione : Yvon Belaval
- Erwan Creignou : Marcel
- Vincent Schmitt : un forain
- Jean-Paul Dubois : Ernest
- Paulette Frantz : Mme Moustier
- Valérie Keruzoré : la secrétaire des éditions Gallimard
- Sylvie Jobert : la libraire
- Thierry Nenez : le concierge
- Marie-Aline Thomassin : la secrétaire de Jacques Guérin
- Alexandre Massonet : M. Chantelauze
- Josette Ménard : la femme de ménage
- Richard Chevallier : Louis Jouvet
- Florent Bigot de Nesles : l'homme sur le chemin
- Isabelle Sprung : une villageoise
- Claudine Acs : la vieille dame
- Pierre Gribling : Jacques, le marie de Violette
- Marc Faure : Gaston Gallimard
- Pierre-Alain Chapuis : Jacques Lemarchand
- Laure Sirieix : la journaliste

## Nominations
- Festival international du film de Toronto 2013 : Special presentations
- Festival du film de Londres 2013 : Dare
- Festival International du Film Francophone de Tübingen-Stuttgart (de) 2013 :
  - Prix d'aide à la distribution
  - Nouveaux Films
- Semaine du film français de la Berlinale 2013 : Films français sélectionnés